# Siberische zuurbes
De Siberische zuurbes (Berberis amurensis) is een plant die behoort tot de berberisfamilie (Berberidaceae). De wetenschappelijke naam van de soort werd gepubliceerd door Franz Joseph Ruprecht in 1857.

## Kenmerken
De Siberische zuurbes is een bladverliezende struik die tot een hoogte van 3,5 meter groeit. De bladeren van de soort zijn elliptisch tot omgekeerd eirond en worden 3 cm lang. De bladrand is sterk getand. De bloemen zijn geel gekleurd en staan in 10-26-bloemige trossen. Deze trossen bereiken een lengte tot 10 cm. De vruchten van de Siberische zuurbes is helderrood gekleurd en bereikt een diameter tot 1 cm. De bessen bevatten tot 15% vitamine C.

## Verspreiding
De Siberische zuurbes komt voor in loof- en gemengde bossen in het noordoosten van China, het vasteland van het Russische Verre Oosten, Sachalin, Japan en het Koreaans Schiereiland.
... · 
B. amurensis (Siberische zuurbes) · 
B. aquifolium (mahonie) · 
B. thunbergii (Japanse berberis) · 
B. vulgaris (zuurbes) · 
...